# Bourgeonal
El bourgeonal és un aldehid aromàtic emprat en perfumeria. Té una fragància que recorda al muguet, també descrita com a floral, aquosa, verda i aldehídica. És un líquid groc pàl·lid a temperatura ambient.
És tòxic per ingestió i pot causar irritació i sensibilització per contacte amb la pell.
Recentment, s'ha trobat que, in vitro, el bourgeonal actua com a quimio-atraient per a l'espermatozoide humà, activant un receptor olfactiu anomenat OR1D2 (anteriorment anomenat hOR17-4) que obre canals iònics de calci de l'esperma, la qual cosa els permet nedar dues vegades ràpid. Es sospita que el bourgeonal està involucrat en ajudar els espermatozoides a localitzar l'òvul.
Fins al 2010, el bourgeonal és l'única substància olfactiva coneguda a la qual els mascles tenen una major sensibilitat mitjana que les femelles. Es pensa que el mateix receptor olfactiu (OR1D2) s'expressa en teixit no olfactiu en cèl·lules espermàtiques i en el teixit olfactiu del nas. La implicació amb la quimiotaxi de l'esperma provoca una pressió evolutiva per als mascles (selecció sexual) que els fa que tinguin més receptors OR1D2 de mitjana, tant en nas com en espermatozoides.